# Nick Begich III
Nick Begich III (Anchorage, 21 ottobre 1977) è un politico statunitense, membro della Camera dei Rappresentanti per lo stato dell'Alaska dal 2025.
Begich III rappresenta il distretto at-large (cioè che comprende tutto lo stato) dell'Alaska.
È stato eletto in occasione delle elezioni generali del 2024, in cui ha sconfitto la democratica in carica Mary Peltola con il 51,3% dei voti contro il 48,7% di Peltola. Begich si era già candidato in occasione delle elezioni speciali del 2022 e nelle elezioni generali del 2022, entrambe vinte da Mary Peltola. Nonostante la famiglia Begich abbia una affiliazione di lungo corso con il Partito Democratico, Nick Begich III è membro del Partito Repubblicano.

## Biografia
Begich nacque nel 1977 ad Anchorage, in Alaska. Fa parte della famiglia politica Begich, storicamente affiliata al Partito Democratico, mentre lui appartiene al partito Repubblicano. Il nonno paterno Nick Begich fu eletto alla Camera dei Rappresentanti degli Stati Uniti per l'Alaska dal 1971 fino alla sua scomparsa in un incidente aereo nel 1972. Begich senior ebbe tre figli: Nick Begich Jr., Mark Begich e Tom Begich; Mark fu senatore degli Stati Uniti per l'Alaska dal 2009 al 2015 e Tom fu il leader di minoranza al Senato dell'Alaska. Il padre di Begich III è Nick Begich Jr., scrittore e imprenditore.
Secondo Begich, la famiglia della madre era repubblicana ed il padre è membro del Partito Libertario. Begich afferma di essersi registrato nel partito Repubblicano dall'età di 21 anni.
Begich frequentò e si diplomò in una scuola superiore della Florida, essendosi trasferito lì con i nonni materni dopo il divorzio dei genitori. Conseguì una laurea in amministrazione d'impresa presso la Baylor University, in Texas. In seguito conseguì un master in Business Administration presso la Indiana University Bloomington.

## Carriera
Dopo la laurea fondò la FarShore Partners, una società di sviluppo software con sede in India; nel 2016 contava 160 dipendenti a livello internazionale. Begich è partner di Rick Desai dal 2009 e al 2021 è presidente esecutivo della società.

### Carriera politica
Nel 2016 si candidò nel distretto 2 (Chugiak/Eagle River) nel consiglio comunale di Anchorage, contro la repubblicana in carica Amy Demboski. Begich perse con il 42% contro il 58% di Demboski.
È membro del consiglio dell'Alaska Policy Forum, un think tank conservatore. Fu il co-presidente del Comitato Finanziario del Partito Repubblicano dell'Alaska e gestore della campagna per la ri-elezione di Don Young alle elezioni del 2020.

#### Elezioni speciali del 2022
Nell'ottobre 2021 annunciò la sua campagna per il distretto congressuale at-large dell'Alaska alla Camera dei rappresentanti degli Stati Uniti contro il repubblicano in carica Don Young, che deteneva il seggio dal 1972. Young morì nel marzo 2022, causando una elezione speciale fissata per il 16 agosto 2022. L'elezione fu una corsa a tre tra Begich, l'ex governatrice dell'Alaska repubblicana Sarah Palin e l'ex rappresentante alla camera dell'Alaska, la democratica Mary Peltola.
Le elezioni furono le prime ad utilizzare il nuovo sistema di voto alternativo, approvato dagli elettori nel 2020. I vincitori delle primarie aperte procedettero alle elezioni, ma alla fine vi furono solo tre candidati perché Al Gross si ritirò schierandosi con Peltola. Peltola fu dichiarata vincitrice il 31 agosto, dopo i conteggi. La sua vittoria fu vista come dirompente nello stato tradizionalmente repubblicano.
I risultati furono apprezzati da molti opinionisti e attivisti. Di contro, alcuni esperti criticarono il sistema del voto alternativo per il suo esito patologico, il risultato di uno schiacciamento del centro. Sebbene Peltola abbia ricevuto il numero maggiore di voti di prima scelta e abbia vinto nella fase finale, la maggioranza degli elettori l'ha classificata ultima o l'ha esclusa del tutto dalla scelta. Begich fu eliminato al primo turno, nonostante fosse preferito dalla maggioranza rispetto a ciascuno dei suoi avversari, con il 53% degli elettori che lo classificarono sopra Peltola. La presenza di due candidati del partito divise il voto repubblicano al primo turno, portando all'eliminazione di Begich e facendo perdere ai repubblicani il seggio.

#### Elezioni generali del 2022
Le elezioni generali del 2022 si tennero l'8 novembre. I quattro candiadati erano la deputata in carica Peltola, oltre a Palin, Begich e il libertario Chris Bye. Secondo le regole del voto alternativo, Bye e Begich furono eliminati al primo e al secondo turno di conteggio, in quanto avevano ricevuto meno voti; i loro voti furono poi trasferiti a Peltola o Palin, a seconda di ciò che l'elettore aveva indicato sulla scheda. Peltola vinse con il 55% dei voti, incrementando il suo margine dall'elezione speciale.
I teorici delle scelte sociali commentarono i risultati sottolineando che, a differenza della precedente elezione speciale, l'elezione generale mostrò alcune patologie elettorali; Peltola vinse le elezioni come candidata preferita dalla maggioranza.